# Ромппайнен, Тойво Илмариевич
То́йво И́лмариевич Ро́мппайнен (1901—1973) — финский, советский театральный актёр, Заслуженный артист Карело-Финской ССР (1949), Народный артист Карело-Финской ССР (1951) Заслуженный артист Карельской АССР, Народный артист РСФСР (1959). 

## Биография
Родился в семье сапожника. Участник революции в Финляндии (1918), воевал в рядах Красной гвардии.
В начале 1930-х годов эмигрировал в СССР.
С 1933 года — актёр Государственного Финского драматического театра в Петрозаводске.
За годы работы в театре им создано более 100 сценических образов.

## Работы в театре
- «Егор Булычов и другие» Максима Горького — Егор Булычов
- «Беспокойная старость» Леонида Рахманова — Полежаев
- «Семеро братьев» Алексиса Киви — Юхани
- «Ветер с юга» Эльмара Грина и Бориса Филиппова — Эйнари
- «Всё остаётся людям» Самуила Алёшина — Моргунов
- «Зыковы» Максима Горького — Антип Зыков
- «На сплавной реке» Теуво Паккалы — Толари

## Фильмография
- 1958 — Сампо — эпизод (в титрах Т. Ромпайнен)

## Награды и звания
- Два ордена Трудового Красного Знамени (29.10.1951[6] и 22.09.1959)
- Народный артист РСФСР (1959)
- Заслуженный артист Карело-Финской ССР
- Заслуженный артист Карельской АССР